# Unterstützungsreaktion
Die Unterstützungsreaktion (engl. Extensor Postural Thrust Reaction) ist ein neurologischer Test in der Tiermedizin, der bei kleinen und mittelgroßen Tieren angewendet werden kann. Er gehört zu den sogenannten Haltungs- und Stellungsreaktionen.

## Durchführung
Bei der Unterstützungsreaktion wird das Tier am Brustkorb hinter den Schulterblättern umfasst, so weit nach oben gehoben, dass die Gliedmaßen den Boden nicht mehr berühren, und anschließend wieder vorsichtig aufgesetzt. Hierbei tritt eine starke Streckung (Hyperextension) der Hintergliedmaßen auf. Nun wird das Tier sanft nach hinten geschoben, worauf ein neurologisch gesundes Tier mit abwechselnder Beugung und Streckung der Hintergliedmaßen versucht, diese unter den Körperschwerpunkt zu bringen.

## Diagnostische Wertigkeit
Mit der Unterstützungsreaktion wird vor allem die Intaktheit des Gleichgewichtssinns geprüft. Für die korrekte Reaktion sind neben der Funktion des Kleinhirns auch die aufsteigenden Bahnen vom Rückenmark in das Kleinhirn (Kleinhirnseitenstrangbahn, Hinterstrangbahn) und dessen absteigenden Bahnen notwendig.
Bei Schädigungen des Kleinhirns fehlt die Hyperextension und die Bewegungen beim Zurückführen sind unkoordiniert, da diese Bewegungsmuster im Kleinhirn generiert werden. Ist die Unterstützungsreaktion nur schwer auslösbar, liegen wahrscheinlich Störungen der Propriozeption, also in den aufsteigenden Bahnen, vor. Ist die motorische Antwort gestört, sind vermutlich die absteigenden Bahnen im Rückenmark geschädigt. Fehlerhafte, am Ziel vorbeischießende Bewegungen (Dysmetrie) können bei Läsionen des Kleinhirns, der Verbindungen zwischen Gleichgewichtsorgan und Kleinhirn (Tractus vestibulocerebellaris) oder der Kleinhirnseitenstränge auftreten.